# باشگاه فوتبال اسپورتفرئونده اشتوتگارت
باشگاه فوتبال اشتوتگارتر اسپورتفرئونده یک باشگاه فوتبال در آلمان است که در اشتوتگارت، بادن-وورتمبرگ، قرار دارد.